# Walter Silvani
Walter Gustavo Silvani Ríos (Quilmes, 11 maggio 1971) è un ex calciatore argentino, di ruolo attaccante.

## Palmarès

### Club

#### Competizioni nazionali
- Campionato argentino: 4

River Plate: 1989-1990, Apertura 1991, Apertura 1993, Apertura 1994